# 황인숙 (가수)
황인숙(1975년 ~)은 대한민국의 가수다. 2017년 싱글 [바람의 노래]로 데뷔했다.

## 방송
- 전국노래자랑 (2014) - 완도편 최우수상
- 히든싱어 4 (2015) - 소찬휘편 준우승, 왕중왕전 3위
- 보이스퀸 (2019) - Top35(27위)

## 음반
- 바람의 노래 (2017)
- 당신은 내꺼 (2018)
- MBN 보이스퀸 ROUND 2-2 (2019)

## 경력
- 제20대 국회의원선거 홍보대사
- 전남선거관리위원회 홍보대사 (2016)
- 전남선거관리 아름다운 선거 홍보대사 (2018)